# Psychotria brevipaniculata
Psychotria brevipaniculata är en måreväxtart som beskrevs av De Wild.. Psychotria brevipaniculata ingår i släktet Psychotria och familjen måreväxter. Inga underarter finns listade i Catalogue of Life.